# Werner Schmidt-Hammer
Werner Schmidt-Hammer (26 septembre 1894 à Hartmannsdorf — 1er janvier 1962 à Landau) est un Generalleutnant allemand au sein de la Heer dans la Wehrmacht pendant la Seconde Guerre mondiale.
Il a été récipiendaire de la Croix de chevalier de la Croix de fer. Cette décoration est attribuée en reconnaissance d'un acte d'une extrême bravoure ou d'un succès de commandement important du point de vue militaire.

## Biographie
Lorsque la Première Guerre mondiale éclate, Schmidt-Hammer s'engage comme volontaire dans l'armée saxonne et sert à partir de la mi-août 1914, d'abord dans le 18e régiment d'uhlans, puis à partir du 21 octobre 1915 comme lieutenant de réserve dans le 105e régiment d'infanterie. 
Werner Schmidt-Hammer est capturé par les troupes soviétiques en mai 1945 et est relâché en octobre 1955.

## Décorations
- Croix de fer (1914)
  - 2e Classe
  - 1re Classe
- Croix d'honneur
- Agrafe de la Croix de fer (1939)
  - 2e Classe
  - 1re Classe
- Insigne de combat d'infanterie
- Médaille du Front de l'Est
- Croix allemande en Or (11 mars 1943)
- Croix de chevalier de la Croix de fer
  - Croix de chevalier le 12 septembre 1944 en tant que Generalleutnant et commandant de la 168. Infanterie-Division[1]